# فرودگاه سوییت هوم (اورگان)
فرودگاه سوییت هوم (اورگان) (به انگلیسی: Sweet Home Airport (Oregon)) (به زبان بومی: Langmack Airport) یک فرودگاه تعطیل است که یک باند فرود آسفالت دارد و طول باند آن ۶۴۰ متر است. این فرودگاه در کشور ایالات متحده آمریکا قرار دارد و در ارتفاع ۱۹۶ متری از سطح دریا واقع شده است.